# Турхан, Тугра
Эмир Тугра Турхан (тур. Emir Tugra Turhan; родился 9 августа 2007) — швейцарский футболист, нападающий клуба «Грассхоппер».

## Клубная карьера
Выступал за юношеские команды швейцарских клубов «Рюти», «Рапперсвиль-Йона» и «Грассхоппер». В марте 2023 года подписал свой первый профессиональный контракт. 30 ноября 2024 года дебютировал в основном составе «Грассхоппера» в матче швейцарской Суперлиги против «Цюриха». 4 февраля 2025 года забил свой первый гол за клуб в матче швейцарской Суперлиги против «Лозанны».

## Карьера в сборной
Выступал за сборные Швейцарии до 15, до 16, до 17 и до 18 лет.